# Aurél Dessewffy

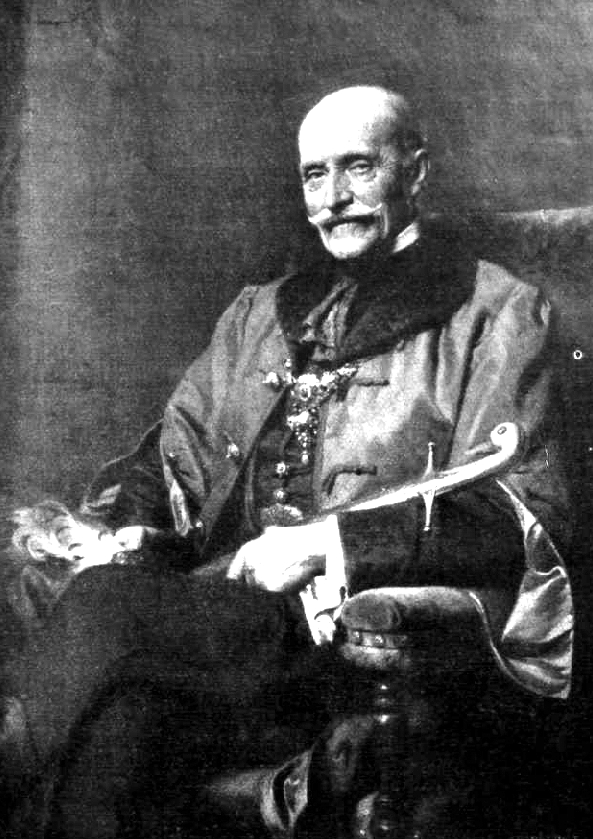
Aurél Dessewffy

Graaf Aurél Dessewffy de Csernek et Tarkeő (Büdszentmihály, 16 januari 1846 – Boedapest, 28 maart 1928) was een Hongaarse politicus, die diende als voorzitter van het Magnatenhuis van 1906 tot 1910. Bovendien zetelde hij in de raad van bestuur van de Hongaarse Academie van Wetenschappen. Hij was de laatste opperste landrechter van het Koninkrijk Hongarije van 1917 tot 1918.
Aurél Dessewffy stamde uit het geslacht Dessewffy en was de zoon van graaf Emil Dessewffy, die voorzitter was van de Hongaarse Academie van Wetenschappen. Hij studeerde rechten in Boedapest en vervolgens economie in Duitsland. Van 1874 tot 1883 zetelde hij in het Huis van Afgevaardigden. In 1906 werd hij benoemd tot voorzitter van het Magnatenhuis en in juni 1917 werd hij door koning Karel IV benoemd tot opperste landrechter. Aurél was getrouwd met Pálma Károlyi, de enige dochter van graaf Tibor Károlyi, die ook voorzitter van het Magnatenhuis geweest was tussen 1898 en 1900.